# Erika Gromnica-Ihle
Erika Gromnica-Ihle (* 6. Februar 1940; † 15. November 2024) war eine deutsche Ärztin.
Gromnica-Ihle war von 1964 bis 1987 an der Charité tätig. Sie wechselte 1988 an die  Rheumaklinik Buch und baute sie zu einem anerkannten Kompetenzzentrum der  Deutschen Demokratischen Republik aus. Von 2008 bis 2016 war sie Präsidentin der Deutschen Rheuma-Liga. Sie wurde 2016 zur Ehrenpräsidentin gewählt.

## Ehrungen
- Bundesverdienstkreuz am Bande (9. Februar 2005)[2]
- Verdienstorden des Landes Berlin (2011)
- Georg-Hohmann-Plakette (2014)[3]